# Kauraves
Kaurava (sànscrit: कौरव) és un terme sànscrit que fa referència als descendents de Kuru, un rei llegendari que és l'avantpassat de molts dels personatges del Mahabharata. Els Kauraves més coneguts són Duryodhana, Dushasana, Vikarna, Yuyutsu i Dussala.
El terme 'Kaurava' s'utilitza en el Mahabharata amb dos significats:
- El significat més ampli, s'utilitza per representar a tots els descendents de Kuru. Aquest significat, que inclou els germans Pandaves, s'utilitza sovint en les parts anteriors de versions populars del Mahabharata.
- El significat més limitat però més comú, s'utilitza per representar la línia major dels descendents del rei Kuru. Això ho restringeix als fills del rei Dhritarashtra, ja que la seva línia és la línia més antiga de la descendència de Kuru. S'exclou als fills del germà més jove Pandu, que funda la seva pròpia línia, la Pandava.